# Mały Płock (folwark)
Mały Płock – folwark wykazany w Powszechnym Spisie Ludności z 1921 roku jako oddzielna pozycja (folwark), położona na terenie dzisiejszej wsi Mały Płock w Polsce położony w województwie podlaskim, w powiecie kolneńskim, w gminie Mały Płock.

## Historia
W latach 1921–1939 ówczesny folwark leżał w województwie białostockim, w powiecie kolneńskim (od 1932 w powiecie ostrołęckim), w gminie Mały Płock.
Według Powszechnego Spisu Ludności z 1921 roku zamieszkiwało tu 96 osób, 92 było wyznania rzymskokatolickiego a 4 mojżeszowego. Jednocześnie 92 mieszkańców zadeklarowało polską przynależność narodową a 4 żydowską. Były tu 2 budynki mieszkalne. Miejscowość należała do miejscowej parafii rzymskokatolickiej. Podlegała pod Sąd Grodzki w Kolnie i Okręgowy w Łomży; właściwy urząd pocztowy mieścił się w m. Mały Płock.
W Słowniku geograficznym Królestwa Polskiego i innych krajów słowiańskich wymieniona jest tylko wieś Mały Płock. Folwark Mały Płock jest wymieniony jako jeden z folwarków dóbr ziemskich Mały Płock.